# エフオーアイ
株式会社エフオーアイは、かつて神奈川県相模原市に本社を置いていた半導体製造装置メーカー。
新規上場時の公募価格850円に対し、初値は770円であった。上場廃止前の発行済み株式の総数は26,743,300株であった。

## 沿革
- 1994年10月1日 - 資本金1000万円で設立。
- 2002年5月 - 台湾に100％出資の子会社である東來科技股份有限公司を設立。
- 2004年11月 - 大韓民国に100％出資の子会社であるFOI KOREA CORPORATIONを設立。
- 2006年10月 - アメリカ合衆国に100％出資の子会社であるFOI TECHNOLOGIES CORPORATIONを設立。
- 2009年11月20日 - 東証マザーズに上場。
- 2010年1月 - 中華人民共和国に100％出資の子会社である武漢成碩軟件開発有限公司を設立。
- 2010年5月18日 - 上場審査時の粉飾決算が明らかになり、上場廃止が決定。当初の廃止予定日は6月19日。
- 2010年5月21日 - 東京地方裁判所に破産手続き開始の申し立て。
- 2010年5月31日 - 破産手続き開始。
- 2010年6月15日 - 上場廃止。
- 2010年9月15日 - 元社長のAを金融商品取引法違反（有価証券届出書の虚偽記載）で逮捕[2]。
- 2010年9月16日 - 元財務担当専務のBと元営業担当取締役のCを金融商品取引法違反（有価証券届出書の虚偽記載）容疑で逮捕[3]。
- 2010年10月6日 - 元社長のAを金融商品取引法違反（偽計取引）容疑で再逮捕[4]。
- 2012年2月29日 - 元社長のA、元営業担当取締役のCに対する第一審判決がさいたま地方裁判所で言い渡される。判決はA元社長に懲役5年、C元営業担当取締役に懲役4年の判決[5]。
- 2014年9月24日 - 東京地方裁判所から破産手続結了決定を受ける。同時に法人格消滅[6]。

## 粉飾決算
有価証券報告書に記載されている2009年3月期売上高は118億円としていたが、実際は2億円程度であったことが2010年5月中旬に判明。実に98パーセントの粉飾である。実際に商品は殆ど売れておらず、倉庫に在庫が積まれていたという。
粉飾の手口は出資ファンドからの出資金を簿外に移した後で製品の売上金として計上する、つまりは海外から受注があったように見せ掛けて売上高を水増ししたり、架空の仕入先に代金を振り込み、架空の売却先からの受注があったように装い入金させるなどの手口で架空の売上を計上。
上場審査時の粉飾決算が明らかになったのは初。また、新規上場から上場廃止までの7ヶ月という期間は、従来の最短記録であったモリモト（東証二部、2008年、民事再生法申請）の10ヶ月を下回る過去最短であった。
破産手続開始後に破産管財人が行った調査において、2004年3月期から実際には赤字であったにもかかわらず、売上を水増ししたり黒字と偽るなどの粉飾決算を行っていたことが明らかとなった他、元社長のAが自宅を2010年5月に粉飾決算に協力した企業に売却していた事も明らかとなった。破産手続開始1ヶ月前である2010年4月19日にマネジメントリスクプロダクション契約（役員賠償責任保険契約）を締結していたAIU保険会社は、同年8月26日に破産者の告知義務違反（粉飾の未告知）を理由に契約を解除した。
2012年2月29日に、さいたま地方裁判所において、金融商品取引法違反（有価証券届出書の虚偽記載）におけるA元社長とC元営業担当取締役に対する第一審判決が言い渡され、A元社長に懲役5年、C元営業担当取締役に懲役4年の実刑判決が言い渡された。A元社長は東京高等裁判所へ控訴したが、同年4月17日に控訴を取り下げ、2人の判決が確定した。
その後も破産手続は進み、2014年9月24日に東京地方裁判所から破産手続結了決定を受けたと同時に法人格が消滅した。A元社長とC元営業担当取締役も、法人格消滅後に刑期満了を迎えた。
新規株式公開時の主幹事だったみずほ証券を相手取って株主が損害賠償を求めた訴訟で2020年12月22日に最高裁は金融商品取引法に虚偽記載がある書類を使って株を募集した証券会社は賠償責任を負うが虚偽と知らなかった場合などは免責される規定について、財務内容については監査法人のチェックの信頼性に重大な疑義を生じさせる情報を得た場合は調査確認が必要で、それがなければ免責規定は適用されないとの判断を示し、その上で粉飾決算を指摘する投書を2回受け取っていた今回の事例ではみずほ証券は十分な調査確認をしたとはいえない」と判断されて、免責を認めた東京高裁判決を破棄し、損害額を算定するため審理を高裁に差し戻す判決が出た。